# WinJS
WinJS(Windows Library for JavaScript의 약칭)는 마이크로소프트에서 개발한 오픈 소스 자바스크립트 라이브러리이다. Windows 8 및 Windows 10용 Windows 스토어 앱은 물론 HTML5 및 자바스크립트를 사용하는 윈도우 폰 8.1, 윈도우 10 모바일 및 엑스박스 원 애플리케이션용 Windows Phone 앱의 개발을 용이하게 한다는 주요 목표로 설계되었다. (WinRT XAML 및 C#, VB.NET 또는 C++(CX)의 대안으로서)
WinJS는 Windows 스토어 앱 전용 기술로 시작되었지만 모든 웹 브라우저에서 작동하는 것을 목표로 발전했다.
2014년 4월 마이크로소프트 빌드 개발자 컨퍼런스에서 WinJS는 아파치 라이선스에 따라 마이크로소프트 플랫폼이 아닌 다른 플랫폼으로 포팅할 수 있는 자유 오픈 소스 소프트웨어로 출시되었다. 라이브러리 시연 전용 사이트도 게시되었다. 향후 개발은 현재 프로젝트에 존재하는 것을 유지하는 데 중점을 둔다. 새로운 기능이나 기능 요청에 대한 계획이 없다. 즉, 새로운 기능 릴리스에 대한 계획이 없다.

## 같이 보기
- HTML5
- 자바스크립트
- J스크립트
- 리액트 네이티브
- 윈도우 8
- 윈도우 런타임
- 자바스크립트 라이브러리
- 웹 프레임워크